# Trehøje Kommune
Trehøje Kommune i Ringkøbing Amt blev dannet ved kommunalreformen i 1970. Ved strukturreformen i 2007 blev den indlemmet i Herning Kommune sammen med Aulum-Haderup Kommune og Aaskov Kommune.

## Tidligere kommuner
Trehøje Kommune blev dannet ved sammenlægning af 4 sognekommuner:
| Kommune           | Folketal 1. januar 1970 | Byer                  |
| ----------------- | ----------------------- | --------------------- |
| Nørre Omme        | 1.981                   | Ørnhøj                |
| Timring           | 1.218                   | Timring               |
| Vildbjerg-Nøvling | 2.668                   | Vildbjerg og Skibbild |
| Vinding-Vind      | 1.851                   | Sørvad og Vind        |
| I alt             | 7.718                   |                       |

Trehøje Kommune afgav den sydlige del af Nørre Omme Sogn med byen Grønbjerg til Videbæk Kommune. Desuden blev der udvekslet små arealer mellem Vind Sogn og Torsted Sogn i Ringkøbing Kommune i forbindelse med regulering af Madum Å.

## Sogne
Trehøje Kommune bestod af følgende sogne:
- Nørre Omme Sogn (Hind Herred), som Ørnhøj Sogn blev udskilt fra i 2010
- Nøvling Sogn (Hammerum Herred)
- Timring Sogn (Ulfborg Herred)
- Vildbjerg Sogn (Hammerum Herred)
- Vind Sogn (Ulfborg Herred)
- Vinding Sogn (Ulfborg Herred)

## Borgmestre[3]
| Navn              | Parti   | Periode   |
| ----------------- | ------- | --------- |
| Richard Saaugaard | Venstre | 1970-1982 |
| Jens Pedersen     | Venstre | 1982-1998 |
| Svend Blæsbjerg   | Venstre | 1998-2006 |

## Rådhus
Trehøje Kommunes rådhus på Nylandsvej i Vildbjerg blev i 2008 købt af det byggefirma, der havde bygget det i 1971. Men projektet mislykkedes, så rådhuset står stadig tomt.